# Bob de Jong
Bob Johannes Carolus de Jong (ur. 13 listopada 1976 w Leimuiden) – holenderski łyżwiarz szybki, czterokrotny medalista olimpijski, wielokrotny medalista mistrzostw świata i trzykrotny zdobywca Pucharu Świata.

## Kariera

### Mistrzostwa świata
Specjalizuje się w długich dystansach. Pierwszy sukces w karierze osiągnął w 1995 roku, kiedy zwyciężył w wieloboju podczas mistrzostw świata juniorów w Seinäjoki. Wynik ten powtórzył na rozgrywanych rok później mistrzostwach świata juniorów w Calgary, a w 1997 roku zdobył swój pierwszy medal wśród seniorów. Zajął wtedy trzecie miejsce na dystansie 10 000 m podczas mistrzostw świata na dystansach w Warszawie, przegrywając tylko z dwoma rodakami: Giannim Romme i Rintje Ritsmą. Na tym samym dystansie zdobywał także złote medale na MŚ w Heerenveen (1999), MŚ w Berlinie (2003), MŚ w Inzell (2005), MŚ w Inzell (2011) i MŚ w Heerenveen (2012), srebrne podczas MŚ w Calgary (1998), MŚ w Nagano (2000), MŚ w Salt Lake City (2001) i MŚ w Seulu (2004) oraz brązowe na MŚ w Nagano (2008), MŚ w Vancouver (2009) i MŚ w Soczi (2013). Zdobywał także medale na dwukrotnie krótszym dystansie: złote na MŚ w 2001 i MŚ w 2011 roku, srebrne podczas MŚ w 2000, MŚ w 2003, MŚ w 2005 i MŚ w 2012 roku oraz brązowy na MŚ w 1999 roku. Nigdy nie zdobył medalu w wieloboju, jego najlepszym wynikiem było siódme miejsce wywalczone podczas MŚ w Moskwie w 2005 roku.

### Igrzyska olimpijskie
W 1998 roku wystartował na igrzyskach olimpijskich w Nagano, zdobywając srebrny medal w biegu na 10 000 m, ulegając jedynie Gianniemu Romme. Na tych samych igrzyskach był też czwarty w biegu na 5000m, gdzie w walce o medal lepszy był reprezentujący Belgię Bart Veldkamp. Z igrzysk w Salt Lake City w 2002 roku nie przywiózł medalu, jednak podczas rozgrywanych cztery lata później igrzysk w Turynie zwyciężył na swym koronnym dystansie. Kolejny medal zdobył na igrzyskach olimpijskich w Vancouver, zajmując trzecie miejsce za Lee Seung-hoonem z Korei Południowej i Rosjaninem Iwanem Skobriewem w biegu na 10 000 m. Trzecie miejsce w tej samej konkurencji wywalczył również na rozgrywanych w 2014 roku igrzyskach w Soczi. Tym razem wyprzedzili go tylko dwaj rodacy: Jorrit Bergsma i Sven Kramer.

### Puchar świata
Wielokrotnie stawał na podium zawodów Pucharu Świata, odnosząc przy tym osiemnaście zwycięstw. W sezonach 2003/2004, 2010/2011 i 2011/2012 zwyciężał w klasyfikacji końcowej na 5000 m/10 000 m, w sezonach 1998/1999, 1999/2000, 2001/2002, 2002/2003, 2004/2005 i 2012/2013 był drugi, a sezony 1996/1997, 1997/1998, 2000/2001, 2008/2009 i 2009/2010 ukończył na trzeciej pozycji.
W 1996 roku ustanowił rekord świata na dystansie 3000 m. W 2011 roku został laureatem Nagrody Oscara Mathisena.